# اصل لک

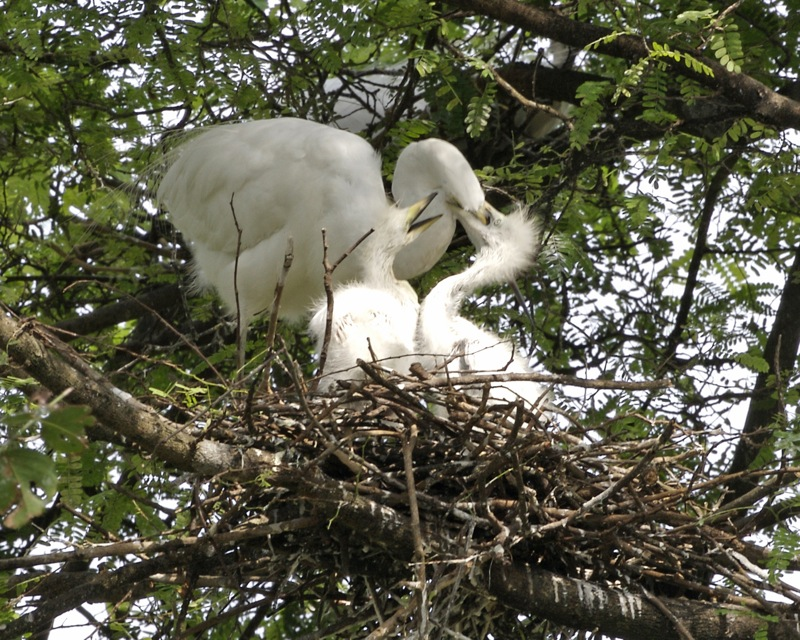
پرندگان تنها به همان تعداد تخم می‌گذارند که توانایی فراهم‌سازی غذا برای آنها را داشته باشند.

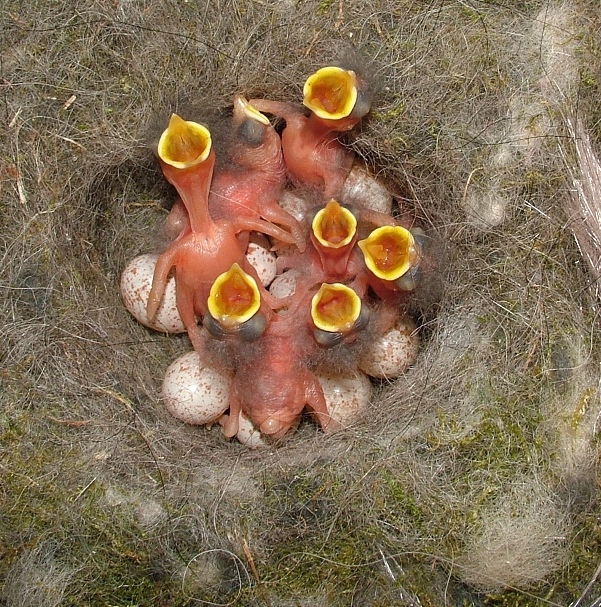
اگر تعداد دهان‌های زیادی برای تغذیه وجود داشته باشد، تعداد کمتری از بچه‌ها زنده می‌مانند و این امر آمادگی باروری والدین را کاهش می‌دهد.

اصل لَک (به انگلیسی: Lack's principle) که توسط پرنده‌شناس بریتانیایی دیوید لک در سال ۱۹۵۴ پیشنهاد شد، بیان می‌کند که «اندازه دسته‌تخم هر گونه پرنده با انتخاب طبیعی با بیشترین تعداد بچه‌هایی که والدین به‌طور متوسط می‌توانند غذای کافی برای آنها تهیه کنند" سازگاری دارد. به عنوان یک قانون زیست‌شناختی، این اصل را می‌توان رسمی دانست و گسترش داد تا برای موجودات در حال تولیدمثل به‌طور کلی، از جمله جانوران و گیاهان، اعمال شود. کار بر اساس اصل لک توسط جورج سی ویلیامز و دیگران سبب درک ریاضی بهتری از زیست‌شناسی جمعیت شده‌است.

## اصل
اصل لَک حاکی از آن است که پرندگانی که بیشتر از حد مطلوب تخم می‌گذارند، به احتمال زیاد تعداد جوجه پروازی کمتری خواهند داشت (جوانی که با موفقیت از لانه پرواز می‌کنند) زیرا پرندگان مادر توانایی فراهم‌سازی غذای کافی برای همه آنها را ندارند. زیست‌شناس فرگشتی جورج سی. ویلیامز خاطرنشان می‌کند که این استدلال دربارهٔ ارگانیسم‌هایی غیر از پرندگان، اعم از جانوران و گیاهان نیز صدق می‌کند، و نمونه‌ای از تولید تخمک‌ها توسط گیاهان بذری را به عنوان یک مورد مشابه بیان می‌کند. ویلیامز بر اساس چارچوبی که در سال ۱۹۳۰ توسط رونالد فیشر بیان شد، این استدلال را برای ایجاد یک نظریه ریاضی تصمیم‌گیری فرگشتی رسمی کرد، یعنی تلاشی که برای تولیدمثل صرف می‌شود باید ارزش هزینه را داشته باشد، در مقایسه با آمادگی باروری درازمدت فرد. ویلیامز خاطرنشان کرد که این به بحث دربارهٔ اینکه آیا (همان‌طور که لک استدلال کرد) فرآیندهای تولیدمثلی ارگانیسم برای خدمت به منافع تولیدمثلی خود (انتخاب طبیعی) تنظیم شده‌است یا همان‌طور که وی سی وین-ادواردز پیشنهاد کرد، به افزایش شانس بقا کمک می‌کند. از گونه‌هایی که فرد به آن وابستگی داشت (انتخاب گروهی). جانورشناس JL Cloudsley-Thompson استدلال کرد که یک پرنده بزرگ می‌تواند نسبت به یک پرنده کوچک، تعداد جوان بیشتری تولید کند. ویلیامز پاسخ داد که این یک راهبرد تولیدمثلی بد خواهد بود، زیرا پرندگان بزرگ مرگ‌ومیر کمتری دارند و بنابراین ارزش تولیدمثلی بیشتری در طول زندگی خود دارند (بنابراین ریسک کوتاه‌مدت زیاد توجیه‌ناپذیر است). پاسخ ویلیامز «یکی از پراستنادترین مقاله‌ها در فرگشت تاریخ زندگی است، زیرا … یافتن راهبردهای بهینه تاریخ زندگی در جمعیت‌های ساختار سنی را از نظر مفهومی ممکن می‌سازد».